# Bekhi
Le titre de Bekhi ou Beqi ou Beki (mongol : ᠪᠡᠺᠢ, VPMC : Beqi, cyrillique : Бэхи, MNS : Bekhi, signifiant littéralement fort, robuste ou encore résistant), est un titre donné aux princesses de l'Empire mongol.

## Quelques Bekhi
- Sorgaqtani Beqi, première épouse du khagan Tolui, fils de Gengis Khan.
- Alaqai Beki (mongol : Алага Бэхи), fille de Gengis Khan et Börte.
- Khojen Beki ou Fujin Beki, fille de Gengis Khan et Börte.
- Alaltun Bekhi (mongol : Алалтун бэхи), fille de Gengis Khan et Börte.
- Quduka beki mère de Törölchi, khan des Oïrats
- Sati Bekhi (mongol : Сати бэхи).
- Khojin Bekhi (mn) (mongol : Хожин бэхи)
- Tümelün Bekhi (mongol : Түмэлүн бэхи)

### Articles connexeds
- Arbre généalogique de Gengis Khan